# Lago Naivasha
Il lago Naivasha è un lago del Kenya situato in prossimità di Naivasha, cittadina a nord-ovest di Nairobi ricompresa nella contea di Nakuru. Si tratta di un lago d'acqua dolce; il nome deriva dal vocabolo Maasai: Nai'posha, che significa "acque turbolente", a causa delle tempeste improvvise che si possono formare.

## Localizzazione

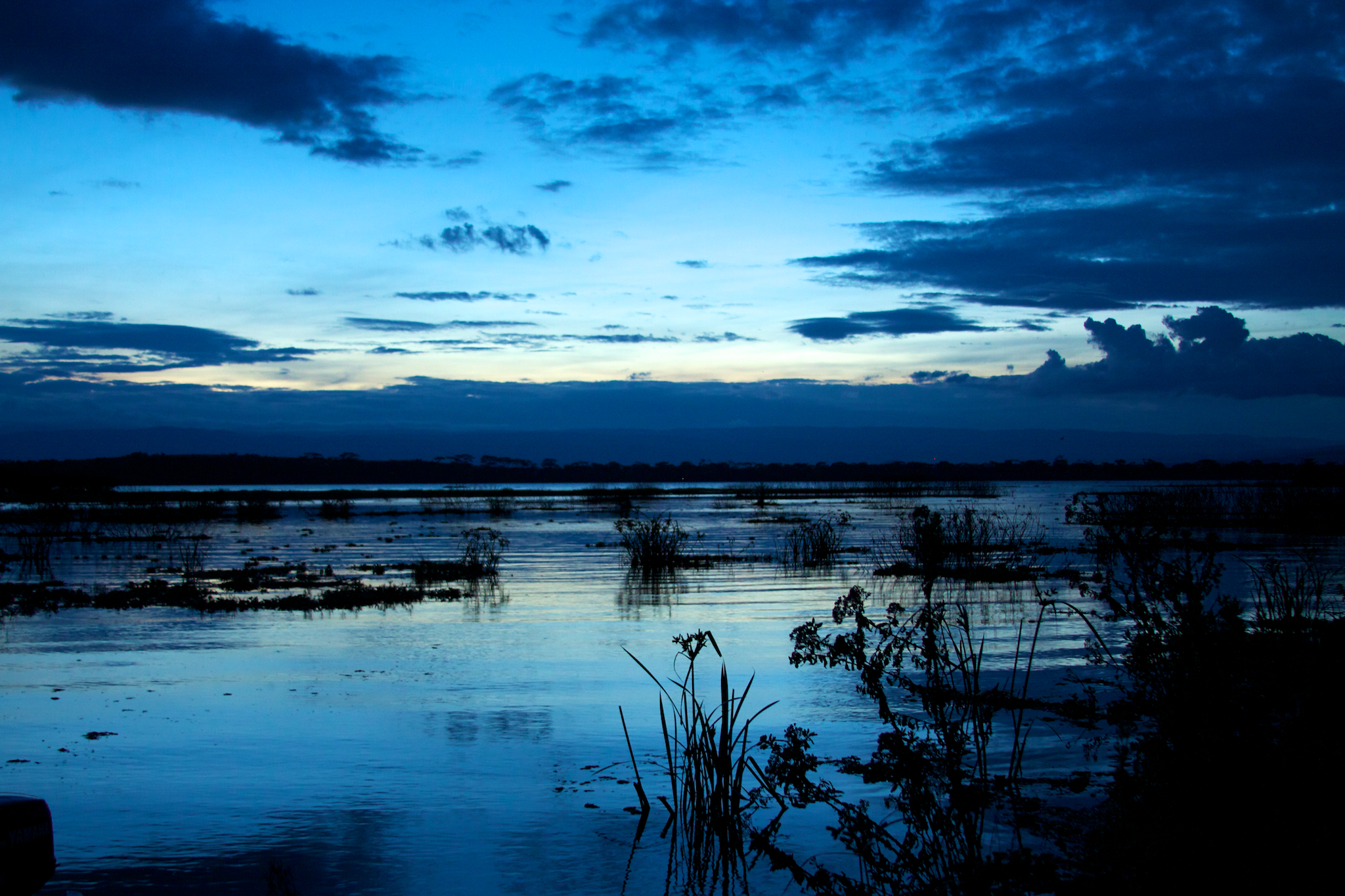
Imbrunire sul lago Naivasha

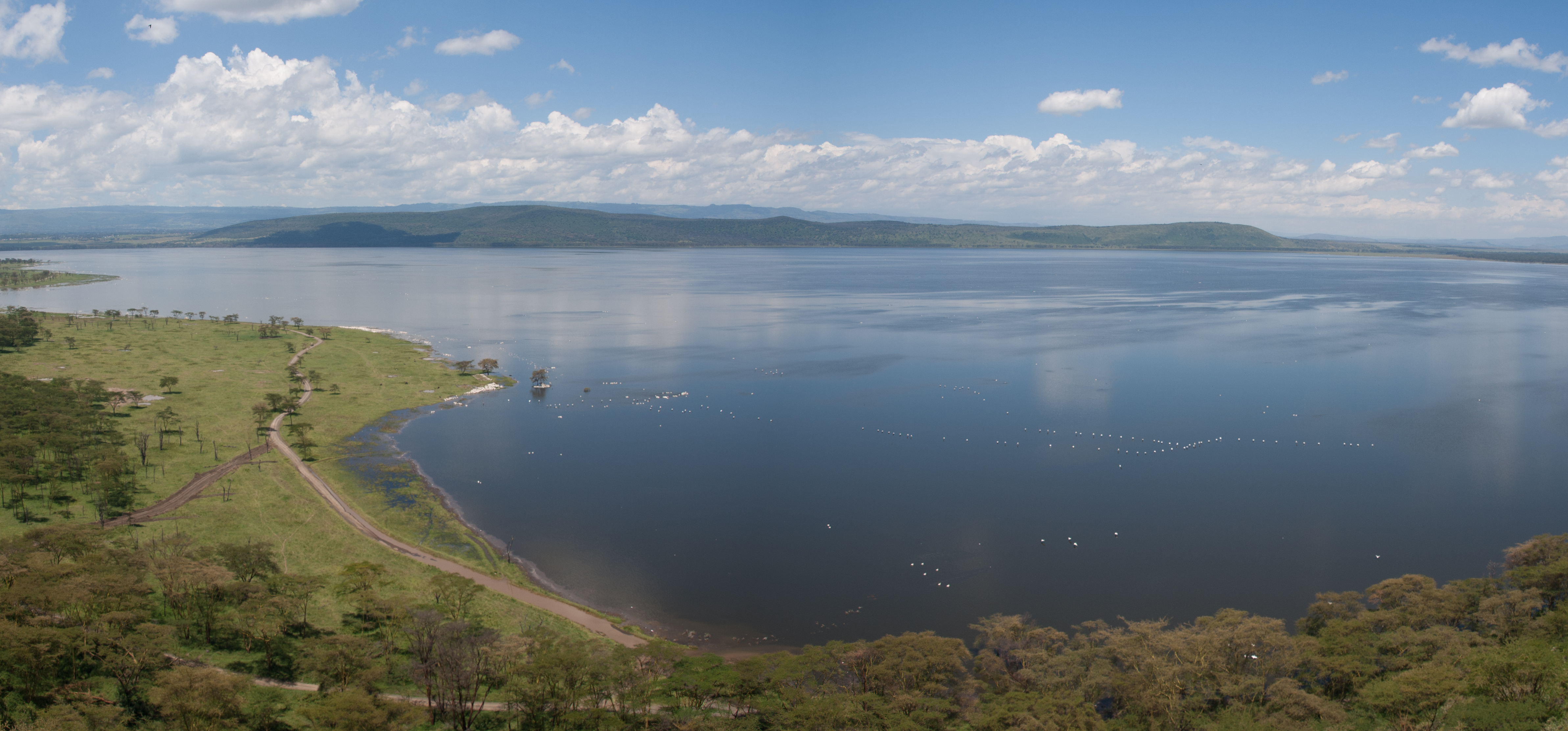
Il lago Naivasha nel 2012

Il lago Naivasha si trova nel punto più elevato della Rift Valley keniota, a 1.884 m all'interno di una complessa combinazione geologica di rocce vulcaniche e depositi sedimentari lasciati da un antico e più ampio lago risalente al Pleistocene.
Oltre ai ruscelli stagionali, il lago è alimentato da due fiumi permanenti, il Malewa e il Gilgil. Non c'è un emissario visibile, ma il fatto che l'acqua del lago sia relativamente fresca lascia supporre che ci sia una percolazione sotterranea che permette il ricambio.
Il lago ha una superficie di 139 km², ed è circondata da un'area paludosa di circa 64 km², la cui superficie soffre alterazioni significative in funzione delle precipitazioni. 
La profondità media è di 6 m, e la zona più profonda è in prossimità di Crescent Island, raggiungendo una profondità massima di 30 m. La stessa isola Crescent, che costituisce una parte dell'antica caldera del vulcano sottostante, a volte non è completamente separata dalla riva, in funzione dell'oscillazione del livello dell'acqua. La gola di Njorowa è stata per molto tempo il punto di uscita dell'emissario del lago, ma attualmente si trova a un livello superiore e forma l'entrata del parco nazionale di Hell's Gate.
La città di Naivasha (una volta chiamata East Nakuru) si trova sul bordo nord-est del lago.

## Ecologia
Il lago ospita varie specie di fauna, tra cui più di 400 specie di uccelli e una considerevole popolazione di ippopotami. La presenza dei pesci nel lago è stata oggetto di forti variazioni nel corso del tempo, sotto l'influenza del clima, dell'intensità della pesca e dell'introduzione di specie aliene. La scossa più recente è avvenuta in occasione dell'introduzione accidentale della carpa comune nel 2001. Nove anni più tardi, nel 2010, la carpa comune costituiva il 90% della massa di pesce pescata dal lago.
In prossimità del lago Naivasha ci sono altri due laghi: il lago Oloiden e lago Sonachi (un lago craterico). Il Lake Game Sanctuary si trova vicino, e le sue rive sono note per la concentrazione di immigrati europei e coloni.

## Storia
Nel periodo tra il 1937 e il 1950, il lago è stato usato come luogo di atterraggio degli idrovolanti della Imperial Airways e per la linea postale da Southampton in Gran bretagna verso il Sudafrica, collegava Kisumu e Nairobi. Joy Adamson, autore di Born Free, ha vissuto sulle sponde del lago nella metà degli anni sessanta. Sulle rive si trova pure l'Oserian ("Djinn Palace"), che ha guadagnato notorietà nei giorni di Happy Valley tra le due guerre mondiali e ora, forma parte dell'azienda floricola Oserian. Nel 1999, l'Associazione rivierasca del lago Naivasha ha ricevuto un riconoscimento dalla Ramsar Wetland Conservation Award per le attività a favore della conservazione del lago Naivasha in quanto sito Ramsar.
A partire dal 2021 nelle sue adiacenze vi ha sede il Safari Rally, storico appuntamento del campionato mondiale rally.

## Agricoltura e industria

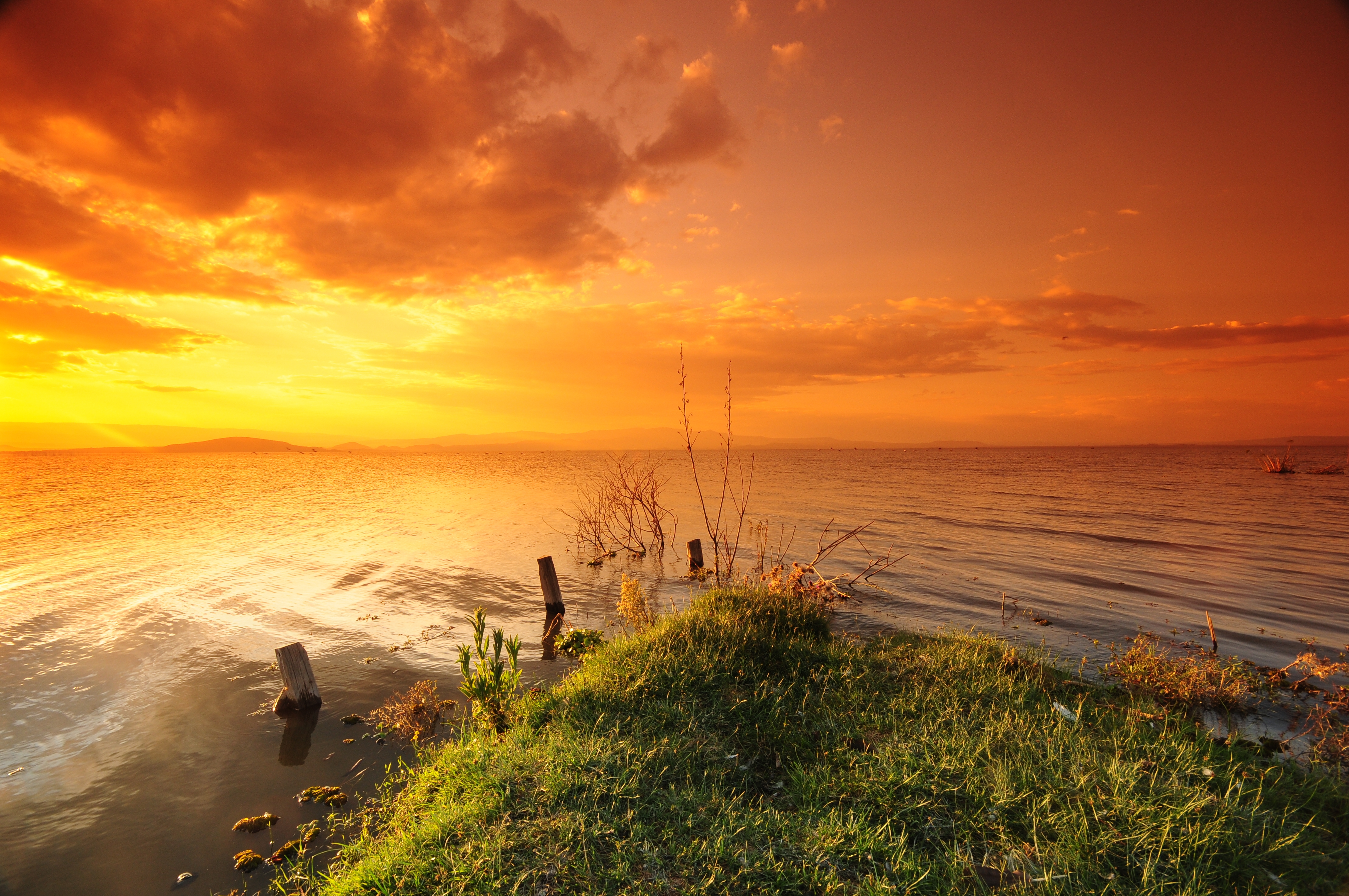
Tramonto sul lago Naivasha

La floricoltura è l'industria principale nella zona intorno al lago. Tuttavia, l'uso incontrollato delle acque del lago causa una certa preoccupazione, prima di tutto agli imprenditori del settore, proprio per la progressiva riduzione della disponibilità che mette in discussione l'avvenire delle imprese.
 L'uso massiccio di pesticidi inquina la catena alimentare, provocando danni alla flora, alla fauna e alle persone. La pesca è un'altra importante fonte di impiego e reddito per le popolazioni locali. Il lago però varia costantemente di livello e alla fine del secolo XIX si era quasi prosciugato: generalmente è molto influenzato dall'abbondanza relativa delle precipitazioni nel bacino idrico di competenza.

### Geotermia
Nel 1981, è stato commissionato il primo impianto geotermico per la zona del lago Naivasha e già nel 1985 l'impianto era funzionante e genera una quantità di 45 MW.
Il livello dell'acqua ha raggiunto il minimo nel 1945, quando la profondità era di 0,6 m, ma in seguito è tornato a innalzarsi fino a quasi 6 m di profondità nel 1968. C'è stato un nuovo declino nel 1987, quando si è registrata una profondità di appena 2,25 m. Il declino del 1987 ha gettato un'ombra di sospetto sulla affidabilità del lago come fonte di energia geotermica e la redditività di un investimento in tal senso, dato che si ipotizzava che il giacimento geotermico di Olkaria, da cui si alimenta l'impianto in funzione, dipendesse dalle acque del lago. Ma uno studio più preciso, oltre a confermare che anche storicamente il lago Naivasha è uno dei rari laghi della Rift valley a avere acqua dolce, ha stabilito che l'acqua del deposito di Olkaria trascorre più di 50 anni nel sottosuolo, quindi non è influenzato dal livello del lago se non in forma molto indiretta..